# Mar Serna
Mar Serna Calvo (Aguilar de Campoo, Palencia, 14 de agosto de 1955) es una jurista española. En 2001 se convirtió en magistrada, y en 2013 lo hizo del juzgado social 23 de Barcelona. Fue consejera de Trabajo de la Generalidad de Cataluña desde noviembre de 2006 hasta noviembre de 2010 en el gobierno presidido por José Montilla. Fue cofundadora de la Asociación de Mujeres Juezas de España (AMJE) creada en 2015.

## Trayectoria
Licenciada en Derecho por la Universidad de Barcelona, dio sus primeros pasos profesionales como abogada laboralista en la UGT de Cataluña (1977-1982). Fue inspectora de Trabajo y Seguridad Social de 1984 hasta el año 2000. También ejerció como consejera adjunta de Derecho al Trabajo y Relaciones Laborales en la oficina regional de la OIT de Lima entre 1989-91 y en las embajadas de España en Venezuela, Colombia y República Dominicana (1994-1997).
En 1997 se convirtió en profesora Asociada de Derecho Laboral de la Facultad de Derecho de la Universidad Pompeu Fabra. Entre 2001 y 2003 fue magistrada del orden jurisdiccional social destinada en el juzgado social de Barcelona hasta que en enero de 2004 fue nombrada directora general de Relaciones Laborales del Departamento de Trabajo y Industria. En noviembre de 2006 asumió la Consejería de Trabajo formando parte del gobierno tripartito (PSC, ERC y ICV-Verds) de la Generalidad de Cataluña presidido por José Montilla. Fue una de las 4 mujeres en un gobierno de 14 miembros. De 2011 a 2012 fue magistrada social con adscripción al Tribunal Superior de Justicia de Cataluña.  
En 2013 pasó a ser Magistrada Social del juzgado social 23 de Barcelona. 
No se afilió a ningún partido político. Es miembro de Juezas y Jueces para la Democracia (JJpD) y cofundadora en 2015 de la Asociación de Mujeres Juezas de España.
En noviembre de 2018 fue una de las candidatas para ser vocal del Consejo General del Poder Judicial.